# ナイト・オン・ザ・プラネット
『ナイト・オン・ザ・プラネット』（Night on Earth）は、1991年に制作された映画。ジム・ジャームッシュ監督のオムニバス映画。ロサンゼルス、ニューヨーク、パリ、ローマ、ヘルシンキを舞台に、タクシードライバーと乗客の人間模様を描く。

## ストーリー
ロサンゼルス
若い女性タクシー運転手コーキーは、空港で出会ったビバリーヒルズへ行こうとしている中年女性ヴィクトリアを乗せる。映画のキャスティング・ディレクターであるヴィクトリアは、新作に出演する女優を探し出すのに手を焼いていた。口は汚いがチャーミングなコーキーに可能性を感じたヴィクトリアはある提案をする。
ニューヨーク
寒い街角で、黒人の男ヨーヨーはブルックリンへ帰るためタクシーを拾おうとするが、なかなか捕まらない。ようやく捕まえたタクシーを運転していたのは、東ドイツからやってきたばかりのヘルムート。しかし彼は英語がうまく話せず、その上オートマ車の運転もろくにできない。降りようにも降りられないヨーヨーは、自分でタクシーを運転する。
パリ
大使に会いに行くという黒人の乗客2人の態度に腹を立てたコートジボワール移民のタクシー運転手は、我慢ならず途中下車させてしまう。そこに若い盲目の女が乗車する。当初、運転手は気が強く態度の大きい女にいらだっていたが。だが、彼は晴眼者の自分以上に鋭い感覚を持つ女には物事の本質が的確に見えているように思え、何とも言い難い強い印象を受ける。
ローマ
1人で無線相手にうるさく話しかけるタクシー運転手ジーノは神父を乗せる。そして、せっかく神父を乗せたのだからと勝手に懺悔し始めるジーノだが、その内容はくだらないハレンチな艶笑話ばかり。神父は心臓が悪く薬を飲もうとするが、ジーノの乱暴な運転のせいで薬を落としてしまう。仕方なく神父は、我慢してジーノの懺悔を聞き続ける。
ヘルシンキ
凍りついた街で無線連絡を受けたタクシー運転手ミカ。待っていたのは酔っ払って動かない3人の労働者風の男。その中の1人アキは酔い潰れていて車に乗ってからも眠っているが、残る2人はミカに、今日がアキにとってどれほど不幸な1日かを高らかに語り始める。しかし、ミカは今、アキとは比べ物にならないほどに不幸であるがために、彼らの話に動じることはなかった。

## キャスト
※括弧内は日本語吹替（VHS版）
ロサンゼルス
- コーキー - ウィノナ・ライダー（安達忍）
- ヴィクトリア・スネリング - ジーナ・ローランズ（吉田理保子）

ニューヨーク
- ヘルムート・グロッケンバーガー - アーミン・ミューラー＝スタール（上田敏也）
- ヨーヨー - ジャンカルロ・エスポジート（真地勇志）
- アンジェラ - ロージー・ペレス

パリ
- 運転手 - イザック・ド・バンコレ（大友龍三郎）
- 盲目の女性 - ベアトリス・ダル（佐久間レイ）

ローマ
- ジーノ - ロベルト・ベニーニ（中尾隆聖）
- 神父 - パオロ・ボナチェリ（辻村真人）

ヘルシンキ
- ミカ - マッティ・ペロンパー（西村知道）
- 乗客 - カリ・ヴァーナネン（玄田哲章）
- 乗客 - サカリ・クオスマネン（千葉繁）
- アキ - トミ・サルミラ